# James Paul Clarke
James Paul Clarke, né le 18 août 1854 à Yazoo City (Mississippi) et mort le 1er octobre 1916 à Little Rock (Arkansas), est un homme politique démocrate américain. Il est gouverneur de l'Arkansas entre 1895 et 1897, sénateur du même État entre 1903 et 1916 et président pro tempore du Sénat entre 1913 et 1916.

## Biographie

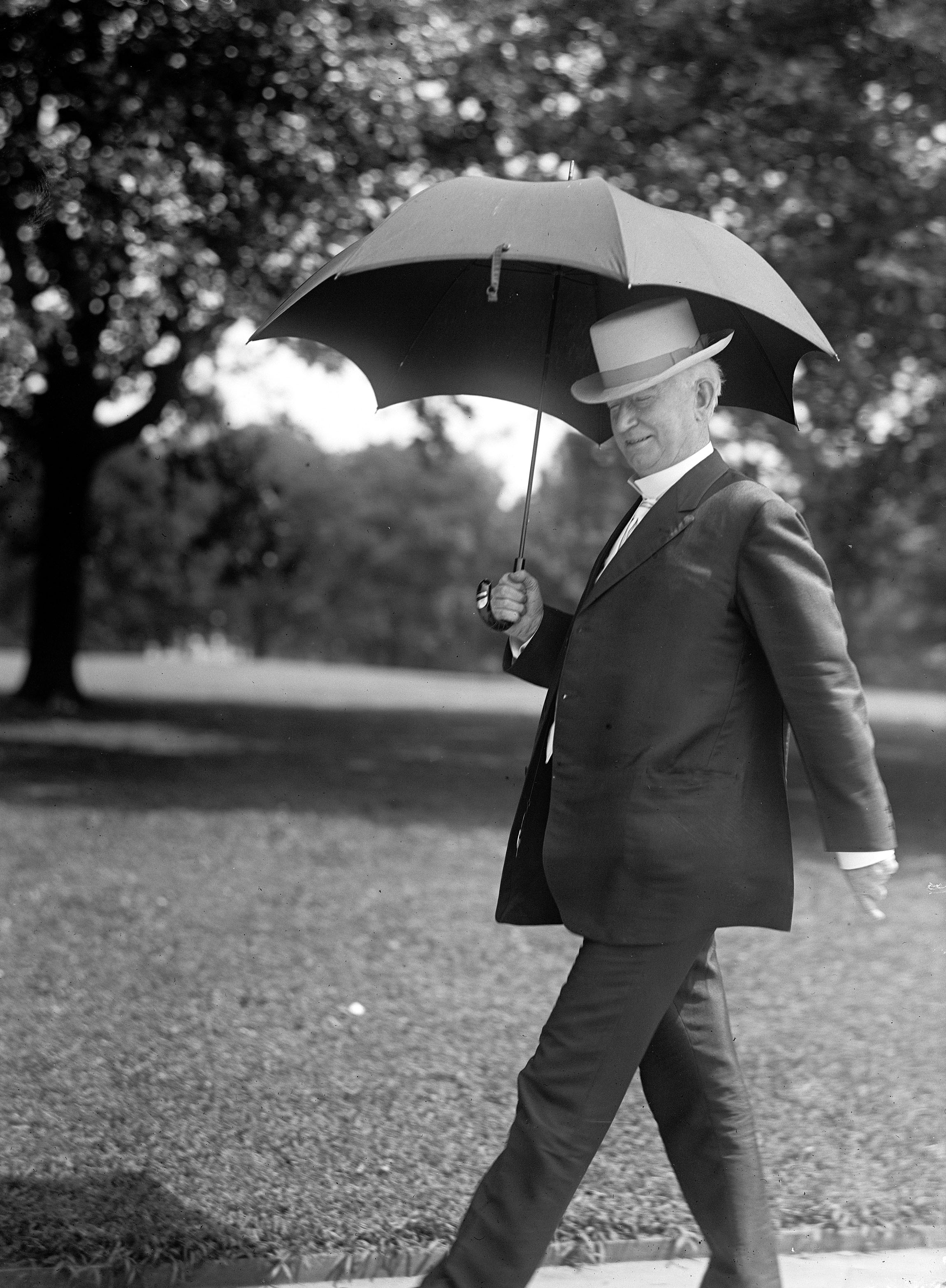